# Кеверн Корнуолльский
Кеверн Корнуолльский (англ. Keverne of Cornwall, VI век) — корнуолльский святой. День памяти — 18 ноября.
Изначально святой носил имя Аккобран, что указывает на его ирландское происхождение. Святой Аккобран известен по ирландским календарям («Календарь Энгуса» и «Календарь Таллахта») начала IX в.; он ассоциируется с островом Иниш Катах (Скэттери-айленд). Культ святого Аккобрана засвидетельствован в Корнуолле с X века. В корнуолльских документах он упоминается, как Акеверан, впоследствии — Кеверн.
Святой Кеверн ассоциируется со св. Киераном (Kieran, память 5 марта) или со св. Пираном (Pyran, память 5 марта). Он мог быть другом последнего из них или им самим.
Пять приходов Сент Энтони (St Anthony), Манаккан (Manaccan), Сент Мартин (St Martin), Сент Моган (St Mawgan) и Сент Кеверн (St Keverne) образуют часть полуострова Лизард (Lizard Peninsula), известную как Минейг (Meneage), «земля монахов». Камни на подоконниках в северном проходе (North Aisle), как полагают, происходят из руин монастыря.